# Покровский горно-обогатительный комбинат
Покровский горно-обогатительный комбинат (укр. Покровський гірничо-збагачувальний комбінат) — промышленное предприятие в городе Покров Никопольского района на юге Украины.

## История
Начало истории развития марганцево-добывающей отрасли на территории комбината приходится на 80-е годы XIX ст., когда на склонах берегов основан первый рудник «Покровские копи». В первый год эксплуатации было добыто 4400 т марганцевой руды. 1886 и М. Коцовским, здесь была начата промышленная разработка марганцевых руд. В О. Михальским, провела более полно их исследования. После дополнительных исследований, проведенных геологами В. О.Домгергорный инженер, которую возглавил Геологического комитетаэкспедиция1883
В период с 1886 по 1908 год в балке реки Соленой к востоку от Покровских рудников выросли новые рудники. В 1892 — рудник Брянского общества, а в 1893 — рудник Львова. В апреле 1896 года «Покровские копи» арендовало акционерное общество «Никополь-Мариупольское горно-металлургическое общество», основанное американскими и немецкими капиталистами. В 1901 году добыча руды составила 2,1 млн пудов.
В 1934 было создано самостоятельное рудоуправление — рудник им. Орджоникидзе. В этом же году утвержден генеральный план строительства на руднике новых промышленных объектов и через год введены в эксплуатациюшахты № 1, 2, 3, 4 , обогатительная фабрика, проложена железнодорожная ветка, соединяющая рудник со станцией Чертомлик.
До начала Второй мировой войны рудник им. Орджоникидзе добывал 30% сырой руды всего бассейна.
18.07.1941 рудник был захвачен германскими войсками.
Послевоенное возрождение рудника началось с 04.02.1944, с момента освобождения территории от немецких войск.
С 21.04.1944 руководителем рудника был назначен Дем'яненко Феодосий Сергеевич, возглавлявший рудник до 13.09.< a i=3>1955. Уже в 1944 году были полностью восстановлены шахты (№3, 5, 6, 16), закончено сооружение новой шахты, введена в действие обогатительная фабрика. За год было добыто более 60 тыс. т руды.
В 1952 году в Богдановском карьере рудника им. Орджоникидзе был применен метод добычи марганцевой руды открытым способом. Уже в 1953 году открытым способом было добыто более 81 тыс. т руды — десятая часть общей добычи марганцевой руды.
Открытый способ добычи руды был применен в Шевченковском, а позже — в Александровском и Северном карьерах. За период с 1953 по 1963 г. доля ведения горных работ открытым способом возросла до 58%.
13.09.1955 на должность управляющего рудником им. Орджоникидзе был назначен горный инженерГригорий Лукич Среда.
В связи с расширением, техническим перевооружением и освоением новых технологий добычи марганцевой руды в 1964 году на базе рудника имени Орджоникидзе был создан трест «Орджоникидземарганец», в состав которого были включены карьеры и обогатительная фабрика.
1 июня 1970 года в соответствии с восьмым пятилетним планом развития народного хозяйства СССР на базе треста был создан Орджоникидзевский горно-обогатительный комбинат, который возглавил Герой Социалистического Труда Г. Л. Середа.
Добыча руды осуществлялась в основном открытым способом.
По состоянию на начало 1982 года в состав комбината входили шесть карьеров, шахта, три обогатительных фабрики и одна агломерационная фабрика.
В целом, в СССР Орджоникидзевский ГОК входил в число ведущих предприятий города Орджоникидзе.
После провозглашения независимости Украины комбинат стал крупнейшим производителем марганцевой руды на территории Украины.
В мае 1995 года Кабинет министров Украины утвердил решение о приватизации Орджоникидзевского ГОКа, после чего государственное предприятие было преобразовано в открытое акционерное общество.
В августе 1997 года Орджоникидзевский ГОК был включён в перечень предприятий, имеющих стратегическое значение для экономики и безопасности Украины.
В 2003 году комбинат произвёл 1,415 млн тонн марганцевого концентрата, в 2004 году — 1,281 млн тонн, в 2005 году — 1,310 млн тонн.
Начавшийся в 2008 году экономический кризис осложнил положение предприятия, и несмотря на предоставленные 14 октября 2008 года налоговые льготы, в 2008 году Орджоникидзевский ГОК произвёл 700,3 тыс. тонн марганцевого концентрата.
В декабре 2008 года и январе — марте 2009 года комбинат не выпускал продукцию, а за весь 2009 год произвёл только 621,9 тыс. тонн марганцевого концентрата. В 2010 году комбинат произвёл 852,7 тыс. тонн марганцевого концентрата и 351,4 тыс. тонн марганцевого агломерата.
В середине 2011 года два из семи карьеров Орджоникидзевского ГОКа (Чкаловский № 1 и Северный) были остановлены из-за проблем с землеотводом, а 28 августа 2011 года Государственная служба горного надзора и промышленной безопасности Украины остановила эксплуатацию ещё двух карьеров (Александровского и Запорожского) из-за неудовлетворительного состояния шагающих экскаваторов, исчерпавших нормативный срок эксплуатации. В ноябре 2011 года работа верхних роторных комплексов была возобновлена и продолжалась пока позволяли погодные условия.
В результате, в 2011 году комбинат произвёл 222,7 тыс. тонн марганцевого концентрата и 377,8 тыс. тонн марганцевого агломерата.
В начале апреля 2012 года добыча руды в карьерах была восстановлена, 17 декабря 2012 года комбинат получил разрешение на добычу полезных ископаемых на дополнительных земельных участках площадью 193,15 га.
В ноябре 2016 года Государственная служба геологии и недр Украины продлила Орджоникидзевскому ГОКу разрешение на добычу полезных ископаемых на территории западной части Никопольского бассейна до 2036 года.
1 июля 2017 года Орджоникидзевский ГОК был переименован в Покровский ГОК в соответствии с законом о декоммунизации.
В декабре 2017 года стало известно о том, что парк карьерно-дорожной техники комбината пополнился еще одной единицей гидравлического экскаватора JCB. Стоимость покупки составила 7,265 млн. грн.
В августе 2019 года Украинская ассоциация производителей ферросплавов (УкрФА) сообщила о том, что ГОК переведет Богдановскую агломерационную фабрику (БОАФ) на новую шихту. 
В ноябре 2020 года комбинат выиграл аукцион по продаже спецразрешения на разработку Грушевского участка марганцевой руды.
В 2020 году комбинат произвел 1213 тыс. т марганцевого концентрата и 159 тыс. т марганцевого агломерата.

## Современное состояние
В состав комбината входят семь действующих карьеров, две обогатительных и одна обогатительно-агломерационная фабрики, железнодорожный и автотранспортный цеха, а также комплекс вспомогательных подразделений.